# Жильбер Дюссьє
Жильбер Дюссьє (фр. Gilbert Dussier, 23 грудня 1949 — 3 січня 1979) — люксембурзький футболіст, що грав на позиції нападника, зокрема за французькі «Нансі» та «Лілль», а також за національну збірну Люксембургу.

## Клубна кар'єра
Народився в Оїша-Бері, на той час Бельгійське Конго. Згодом перебрався до Європи, оселившись в Люксембурзі. У дорослому футболі дебютував 1967 року виступами за команду «Ред Бойз Дифферданж», в якій провів шість сезонів. 
Згодом сезон 1973/74 відіграв за «Женесс» (Еш), у складі якого став чемпіоном Люксембургу, після чого отримав перше запрошення з-за кордону, приєднавшись до німецького друголігового «Рехлінг Фельклінген».
Провівши дуже успішний сезон у Другій Бундеслізі, в якому люксембуржець відзначився 17-ма голами у 27 іграх, привернув увагу клубів провідних європейських ліг і вже 1975 року приєднався до «Нансі», представника французького Дивізіону 1. Вже з другого сезону у Франції отримав постійне місце в основному складі «Нансі» і забив 15 голів у 36 іграх чемпіонату, ставши другим за результативністю гравцем команди після Мішеля Платіні.
Влітку 1977 року «Нансі» запросив на позицію форварда івуарійця Лорана Поку з «Ренна», а Дюссьє перейшов до іншої французької команди, «Лілля», де відіграв один сезон, в якому команда виграла другий французький дивізіон, проте основним гравцем не став.
1978 року перейшов до бельгійського клубу «Ватерсхей Тор», за команду якого встиг провести лише три гри, адже в гравця було діагностовано лейкемію, від якої він помер вже на початку 1979 року, через 10 днів після свого 29-річчя.

## Виступи за збірну
1971 року дебютував в офіційних матчах у складі національної збірної Люксембургу.
Протягом 1970-х був стабільним основним гравцем національної команди, провівши 39 ігор у її складі. Команда у той період відносилася до «футбольних карликів», рідко відзначаючись забитими голами. Попри це Дюссьє зміг записати до свого активу 9 голів у формі національної команди, на один більше ніж його тогочасний партнер по нападу люксембуржців Ніко Браун.